# Arba Kokalari
Arba Kokalari, née le 27 novembre 1986 à Tirana (Albanie), est une femme politique suédoise. Membre des Modérés (M), elle siège au Parlement européen depuis 2019.
Elle est la petite-fille de l'écrivaine Musine Kokalari.